# Sporting Club de Portugal
Sporting Club de Portugal (Sporting Clube de Portugal en portugués),Sporting de Portugal o coloquialmente llamado Sporting de Lisboa, es un club polideportivo de Portugal, fundado el 1 de julio de 1906. Su equipo de fútbol juega en la Primera División de Portugal y viste camiseta verde y blanca a franjas horizontales, con pantalón negro. El lema del Sporting de Portugal es esfuerzo, dedicación, devoción y gloria.
Es el tercer equipo de fútbol portugués más laureado, con un total de 55 trofeos, a nivel local, ha obtenido 21 campeonatos de Primera División, además de 18 ediciones de la Copa de Portugal, 9 Supercopas, 4 Copas de la Liga y 4 Campeonatos de Portugal (récord empatado con el Oporto). A nivel internacional, el Sporting de Portugal ha obtenido la Recopa de Europa 1963/64 y finalizado segundo en la Copa de la UEFA 2004/05, Copa Ibérica 2000 y Copa Intertoto 1968. Actualmente ocupa el puesto 29 en el ranking de clubes de la UEFA. Su campaña más destacada en la Copa de Europa fue cuando alcanzó los cuartos de final en la temporada 1982-83.
Es considerado uno de los "Três Grandes" (Tres Grandes) de Portugal, junto con sus rivales SL Benfica y FC Porto, que nunca han descendido de la máxima categoría del fútbol portugués, desde 1934, con el primero disputa el tradicional Derby de Lisboa, El Sporting recibe el sobrenombre de Leões (Leones) y Verde e Brancos (Verdes y Blancos). El himno del club, "A Marcha do Sporting" (Marcha del Sporting), fue escrito en 1955. En julio de 2020, el Sporting anunció que tenía 106.625 socios activos, tras su último recuento. Tiene más de dos millones y 600.000 aficionados en Portugal y muchos seguidores del Sporting repartidos por Europa y el mundo. Es el tercer club con más aficionados de Portugal.
Es el primer club con más medallas ganadas por sus atletas en los Juegos Olímpicos, y el segundo club con más títulos ganados en todos los deportes que práctica o que ha practicado, por detrás del Fútbol Club Barcelona. Además es el primer club de fútbol que emitirá una ICO basada en tecnología Blockchain para su financiamiento.
La academia del Sporting Clube de Portugal es reconocida en todo el mundo y considerada una de las mejores canteras del Mundo por muchos expertos. Esto lo consiguen con la mejor red de ojeadores de Portugal y entrenadores cualificados en la formación de futbolistas. En esta se han formado jugadores como Cristiano Ronaldo, Ricardo Quaresma, Luís Figo, Paulo Futre, Nani, Simão, João Moutinho y Rui Patrício, entre muchos otros. Durante la final de la Eurocopa 2016 ganada por Portugal, 10 de los 14 jugadores que disputaron el partido se formaron en el club.

## Historia

### Fundación (1902-1930)

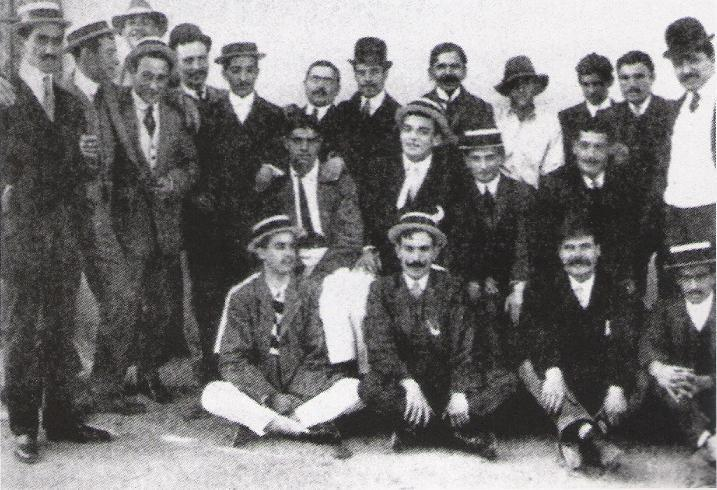
Fundadores del Sporting.

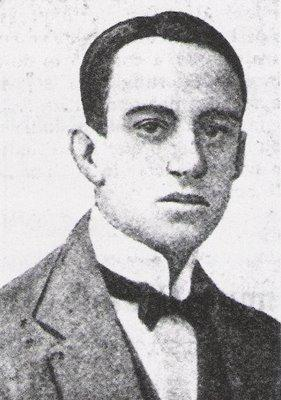
Alvalade pidió dinero prestado a su abuelo para fundar Sporting.

El Sporting Clube de Portugal tiene sus orígenes en junio de 1902, cuando los jóvenes Francisco da Ponte, Horta Gavazzo y su hermano José María decidieron crear el Sport Club de Belas. Este club, el primer antepasado del Sporting, jugó solo un partido y al final del verano del año, se disolvió. Dos años más tarde, la idea de crear un club de fútbol fue restablecido, y esta vez, con los hermanos Gavazzo unidos por José Alvalade y José Stromp, nuevo club, el Campo Grande Football Club, fue fundado. Juega sus partidos en la finca del Vizconde de Alvalade, el abuelo de José Alvalade, con la sede del club ubicado en la casa de Francisco Gavazzo.

Durante dos años, el club ha desarrollado una intensa actividad en varios deportes, fútbol, tenis y esgrima. El club también organizó fiestas y días de campo. Con el tiempo, durante una comida campestre, el 12 de abril de 1906, estallaron discusiones, ya que algunos miembros defendieron que el club solo se centró en la organización de picnics y eventos sociales, con otro grupo de defensa de que el club debe centrarse en la práctica de deportes en su lugar. Algún tiempo después, José Gavazzo, José Alvalade y otros 17 miembros abandonaron el club, con esta última frase
"Voy a tener conmigo a mi abuelo y él me dará el dinero para hacer otro club."

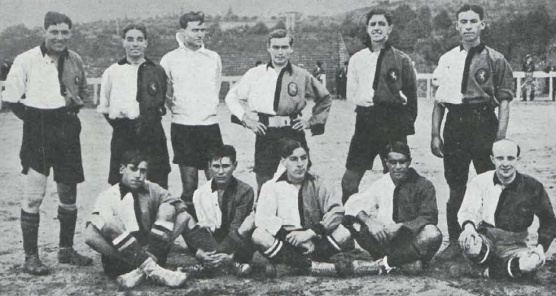
El Sporting durante una visita a Madrid, España, en 1916.

Como tal, un nuevo club, Campo Grande Sporting Clube, fue fundado. El Vizconde de Alvalade, cuyo dinero ayudó a financiar el club, fue el primer presidente del Sporting. José Alvalade, como uno de los principales fundadores, pronunció en nombre de sí mismo y de sus compañeros de cofundadores,
"Queremos que este club sea un gran club, tan grande como el más grande en Europa."
Tres meses más tarde, el 1 de julio de 1906, António Félix da Costa Júnior sugirió el nombre de Sporting Clube de Portugal, y esta fecha la considera el Sporting día oficial de su fundación.
El año 1907 marcó unos "primeros" para el club, porque Sporting jugó el primer partido de fútbol de su historia el 3 de febrero, que termina en una derrota por goleada 5-1 contra el club de tercera división Cruz Negra; inaugura su primera sede, conocida como "Sítio das Mouras" (los más avanzados en Portugal en el momento, equipada con duchas, dos pistas de tenis, una pista de atletismo y un campo de fútbol), el 4 de julio; y jugó el primer clásico de todos los tiempos contra los rivales locales Sport Lisboa e Benfica (entonces conocido como Grupo Sport Lisboa) el 1 de diciembre.
El club también lanzó su primera tarjeta de informe el 31 de marzo de 1922, titulada "Boletim do Sporting" (Informe del Sporting), dando las bases para el posterior llamado "Jornal do Sporting", el diario oficial del club, que todavía existe hoy en día.

### Primeros años (1931-1959)

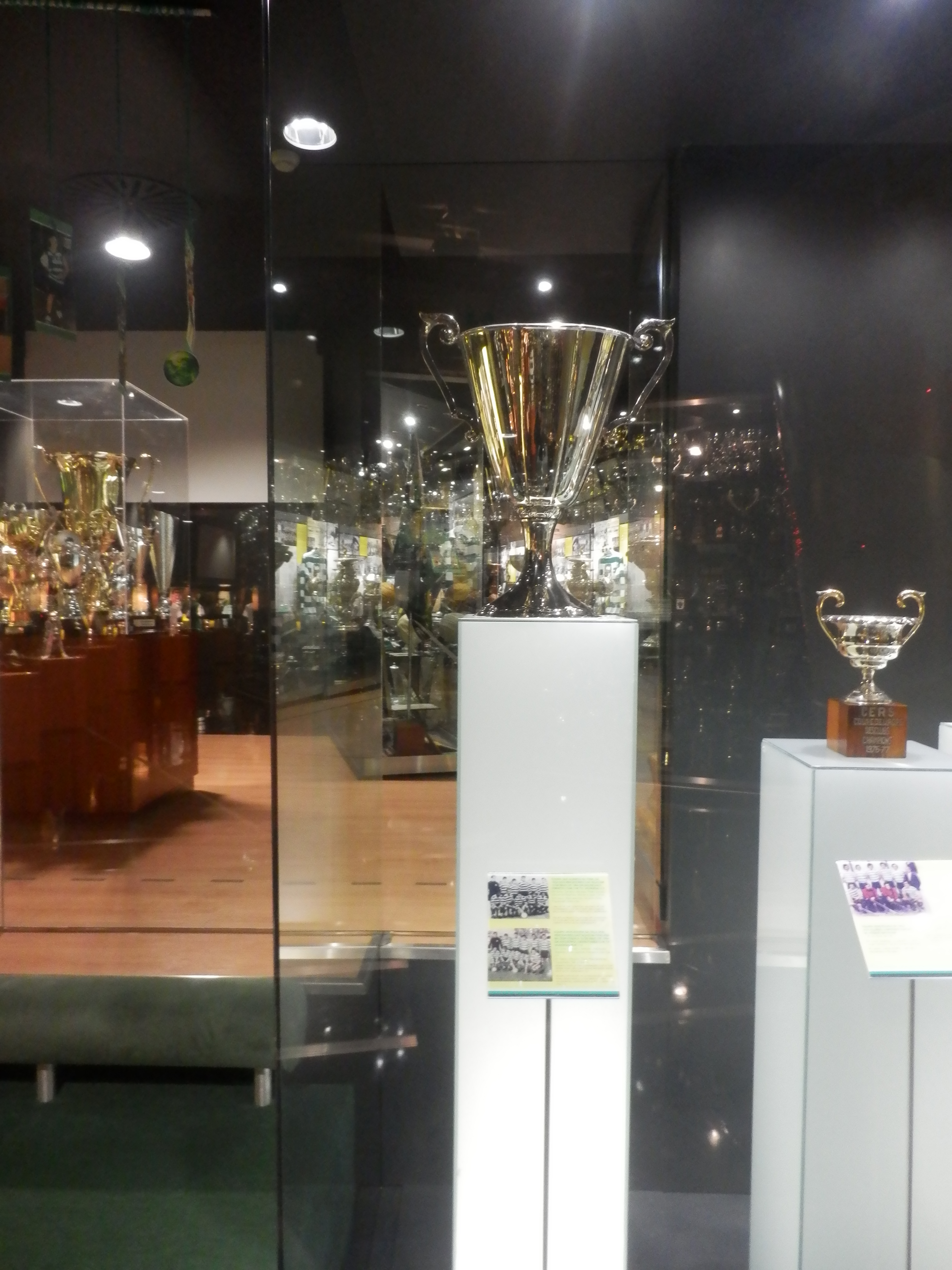
La Recopa de la UEFA ganada por el Sporting en el Museo de Mundo Sporting.

Sporting jugó su primer partido de Primeira Liga (la Primera División de Portugal) el 20 de enero de 1935, ganando 0-6 contra el Académica de Coimbra. Un año más tarde, en 1936, el club tuvo su derrota más pesada jamás conseguida contra el Porto, perdiendo 10-1. Sporting, sin embargo, tomó la revancha un año después, cuando se habían humillado con el mismo equipo con un resultado de 9-1. En 1941, bajo la dirección del director húngaro József Szabó, el club celebró el primer título de Liga de su historia.
El equipo de fútbol tuvo su apogeo durante los años 1940 y 1950. Fue encabezada por Fernando Peyroteo, José Travassos, Albano Narciso Pereira, António Jesús Correia y Manuel Vasques, en un quinteto apodado "Los Cinco violines". Con la ayuda de los violines, el Sporting ganó siete títulos de liga en ocho temporadas entre 1947 y 1954, incluyendo una de cuatro precedentes en una fila a partir de 1950-1951 en adelante. Fernando Peyroteo, el más conocido de los "violines", es considerado uno de los mejores jugadores portugueses de todos los tiempos.
Sporting y el equipo yugoslavo F. K. Partizan Belgrado hicieron historia el 4 de septiembre de 1955, mientras que jugaron el primer partido de la UEFA Campeón de la Copa de Clubes. El jugador del Sporting João Martins anotó el primer gol de la competición, a los 14 minutos. El partido terminó en un empate 3-3.
Sporting también inauguró su nueva sede, el José Alvalade Stadium, el 10 de junio de 1956. Este estadio fue el estadio del club hasta 2003.

### Los años de oro (1960-1995)

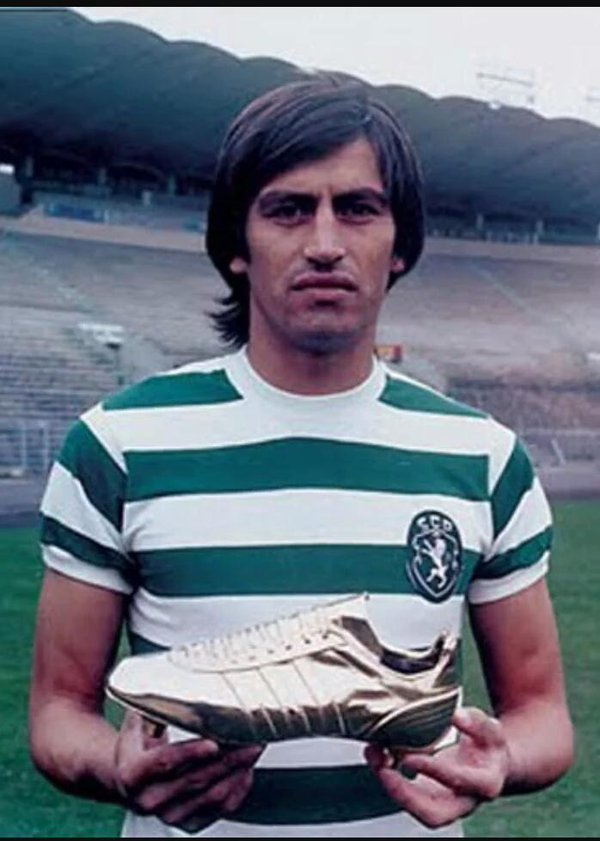
Héctor Yazalde, jugador del Sporting, y Bota de Oro en 1974.

En la década de 1960, el club ganó la Liga en las temporadas 1961/62, 1965/66 y 1969/70, mientras que se hizo de la Copa de Portugal 1962/63. Este logro copero, le permitió al club verde y blanco disputar la Recopa de Europa de la temporada siguiente, la cual ganaría, tras derrotar al MTK Budapest FC de Hungría en la final. Esta es la única vez que un equipo portugués ganó un título de la Recopa. El equipo entró en el concurso de derrotar a Atalanta Bergamasca Calcio en la fase de clasificación, goleando al club chipriota APOEL Nicosia FC en lo que fue la mayor victoria en un solo juego de competiciones de la UEFA hasta la fecha: 16-1, un récord que aún sigue en pie. En la siguiente ronda, perdió 4-1 ante el Manchester United Football Club en Old Trafford en la primera parte, pero hicieron una notable recuperación en casa, ganando 5-0. En las semifinales, el Sporting eliminó a Olympique de Lyon, y en la final al MTK Budapest, en una final de dos rondas para ganar su primer título europeo. El gol de la victoria fue marcado por João Morais de un saque de esquina directo. Así, el club de Lisboa obtuvo el primer título internacional oficial organizado por la UEFA en su historia.
Ya en la década de 1970, llegaron los campeonatos ligueros de la temporada 1973/74 y 1979/80, además de las obtenciones en las Copas de Portugal 1970/71, 1972/73, 1973/74 y 1977/78.
En el plano internacional, el club llegó a las semifinales de la Copa de Campeones de Copa en 1974, pero perdió ante el futuro campeón, 1. FC Magdeburg, de Alemania del Este. El entrenador inglés Malcolm Allison llegó al Sporting en 1981, y bajo su dirección el club ganó el doblete (Liga y la Copa de Portugal), en 1982.
Entre 1983 y 1987 el club no vivió grandes logros, pero a pesar de aquello, hubo algunos puntos destacados durante este tiempo, sobre todo una victoria 7-1 sobre el Benfica en el Estadio José Alvalade el 14 de diciembre de 1986.
Tras 5 años sin títulos, el Sporting ganó de la mano del inglés Keith Burkinshaw la Supercopa de Portugal de 1987, derrotando al Benfica en la final.
El Sporting llegó a la semifinal de la Copa de la UEFA 1990-91, perdiendo contra el Inter de Milán.
Luego de algunos años en blanco, en la temporada 1994-95 el club leonino volvió a obtener la Copa de Portugal, derrotando 3 a 1 al Marítimo en el duelo decisivo.

### Campeón de Liga y de Copas luego de varios años (1999-actualidad)

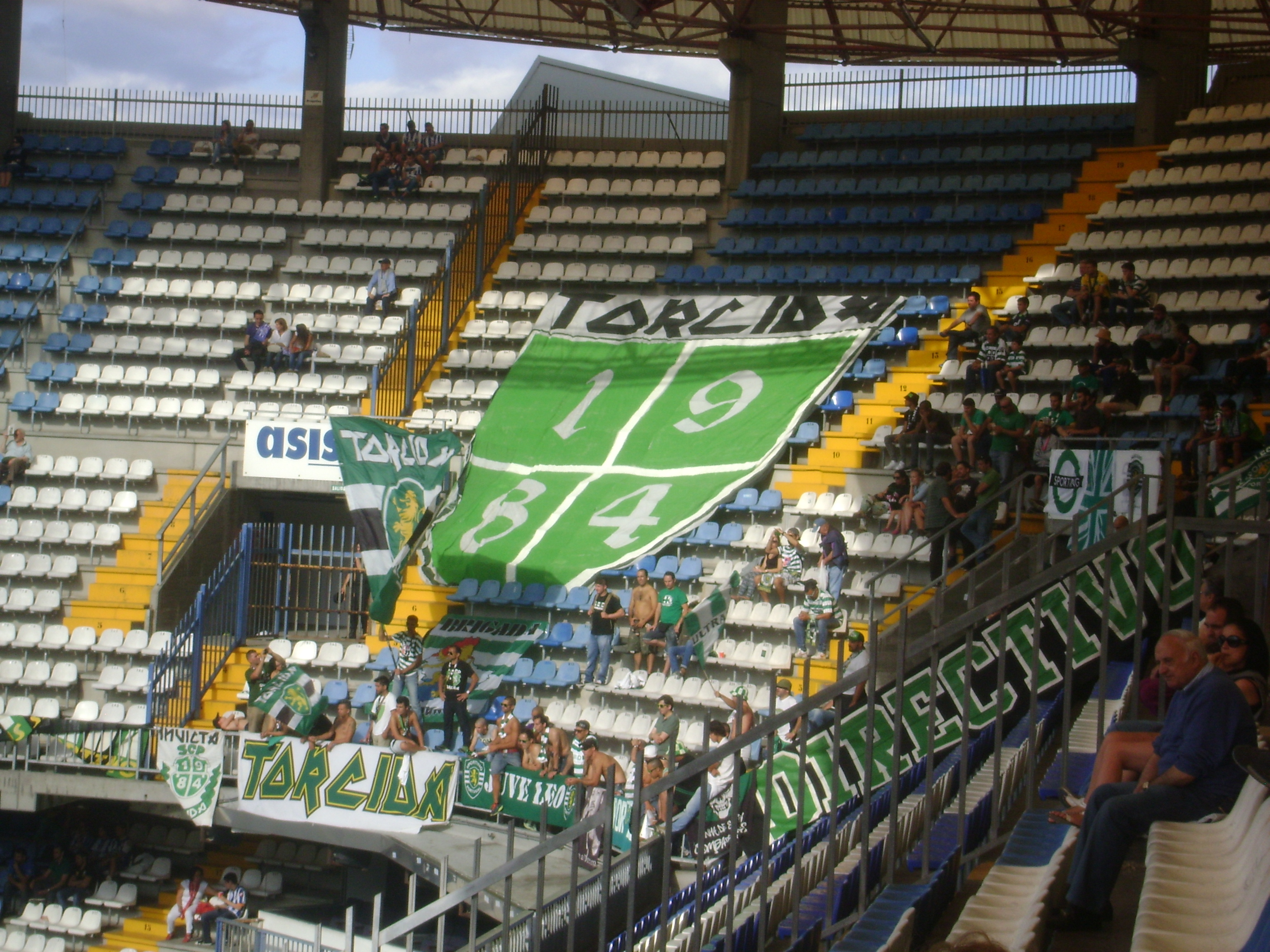
Aficionados del club en el Estadio de Riazor, (La Coruña) antes de un partido disputado en el Trofeo Teresa Herrera.

En la Primeira Liga 1999-2000, luego de 5 años sin conseguir títulos oficiales, el Sporting -dirigido por el director Augusto Inácio- (un exjugador de Sporting, que al comienzo de la temporada sustituyó al italiano Giuseppe Materazzi), ganó el título de Liga en la última jornada con una victoria por 4-0 sobre el Sport Comércio e Salgueiros, terminando una sequía de 18 años.
En el plano interno, el Sporting no ganó ningún título de liga desde 2002 hasta 2021, cuando logró su decimonovena liga, pero consiguió victorias en la Copa de Portugal en 2007 y 2008. Además, después de 41 años, Sporting llegó por segunda vez a una final europea, en la final de la Copa de la UEFA de 2005. Jugando en su propio terreno, el equipo, sin embargo, perdió 3-1 contra el club ruso CSKA Moscú. El club casi alcanzó otra final europea en 2012, pero fue eliminado de la competencia por el Athletic Club, en las semifinales de la Liga Europea de la UEFA 2011-12. Sporting también alcanzó, por primera vez, la fase de octavos de final de la Liga de Campeones de la UEFA, en la temporada 2008-09, pero fue vencido por el Bayern de Múnich, en una derrota total de 12-1. Esto es ampliamente considerado como uno de los puntos más humillantes de la historia del club.
Además, años de mala gestión financiera casi condujeron a la desaparición del club. En 2011, el club había acumulado deudas de más de 276 millones de €. Los resultados en el terreno de juego también eran pésimos, con el Sporting terminó séptimo - su posición más baja en la tabla de la liga - en la Primeira Liga 2012-13. Después de una inmensa presión desde dentro y fuera del club, Luís Godinho Lopes, entonces presidente del Sporting, renunció. Bruno de Carvalho fue su sucesor. Con un discurso ambicioso, las intenciones de Carvalho estaban negociando con los bancos, y también volver a poner a Sporting en la senda de la gloria, mientras que "declaró la guerra" a los que condujeron al abismo a Sporting, y demandarlos en los tribunales.
Con una estructura más estable dentro del club, la Primeira Liga 2013-14 vio mejoras en los resultados, ya que el Sporting terminó segundo en la tabla, ganando así el acceso directo a la Liga de Campeones de la UEFA 2014-15, la primera vez en cinco años que club llegó al nivel superior de las competiciones europeas.
En la temporada 2014-15, el Sporting ganó su 16.ª Copa de Portugal 2014-15 de manera dramática. El equipo de Lisboa, dirigido por Marco Silva, jugó la final ante el Sporting Clube de Braga, y después de un desastroso comienzo, perdieron 0-2 en el primer tiempo y jugó con diez hombres tras la expulsión de Cédric Soares. Con la final aparentemente perdida, Islam Slimani dio algo de esperanza a los aficionados, y anotó el 1-2 en los 83 minutos. En el tiempo de descuento, Fredy Montero logró igualar, forzando la prórroga. Sporting en última instancia, ganó el partido 3-1 en los penaltis. Las celebraciones terminaron en una invasión de campo de José Alvalade por los fanes, ya que el club tocó plata por primera vez en siete años.
En junio de 2015, Jorge Jesús se unió a Sporting, ya que, SL Benfica optó por no renovar su contrato como entrenador del club, y firmó un contrato de tres años. Presentado como el nuevo gerente del club el 1 de julio, el cambio de dirección interpuso la rivalidad de los dos clubes de Lisboa a nuevas alturas. Algunos medios de comunicación portugueses llamaron al evento O Verão Quente de 2015 "("El verano caliente de 2015"). Bajo la dirección de Jesús, Sporting ha ganado la Supercopa de Portugal contra el Benfica campeón de la Primeira Liga 2014-15 (1-0). A pesar de un comienzo positivo, el Sporting no ganó ningún otro título, y acabó segundo en la Primeira Liga con 86 puntos, dos menos que el SL Benfica, a pesar de batir su propio récord de puntos en la liga. Tras una temporada sin títulos, ganaron la Taça da Liga, pero enfrentaron disturbios cuando hinchas ultras agredieron a jugadores y entrenadores. Después de perder la final de la Copa de Portugal, el presidente Bruno de Carvalho fue destituido, seguido de la rescisión de contrato de varios jugadores importantes. El Sporting buscó indemnización por las rescisiones consideradas ilegales.
En el periodo previo a las elecciones programadas, una comisión gestora, liderada por el expresidente Sousa Cintra como presidente interino del club deportivo, logró que regresaran algunos de los jugadores que habían abandonado el club tras el incidente, incluyendo a Bruno Fernandes, Bas Dost y Rodrigo Battaglia. Frederico Varandas fue elegido presidente el 8 de septiembre de 2018. Tras reemplazar a Jorge Jesus al inicio de la temporada 2018-19, José Peseiro fue despedido debido a su bajo rendimiento en la Primeira Liga. En marzo de 2019, el Sporting CP anunció un préstamo negociado con Apollo Global Management, basado en la securitización de los ingresos por derechos de televisión de NOS. En marzo de 2020, Rúben Amorim fue nombrado entrenador del Sporting CP en una transferencia de gestión por valor de 10 millones de euros (8,65 millones de libras esterlinas), convirtiéndose en el tercer entrenador más caro de la historia.
En la temporada 2020-21, el Sporting conquistó su tercera Copa de la Liga y terminó con una sequía de 19 años sin ganar la liga portuguesa, asegurando su 19º título de Primeira Liga. En la Liga de Campeones de la UEFA 2021-22, el Sporting avanzó a la fase eliminatoria por segunda vez desde la temporada 2008-09. A nivel nacional, ganaron la Supercopa de Portugal 2021 y la Taça da Liga 2021-22. En la temporada 2021-22, el Sporting terminó segundo en la Primeira Liga con 85 puntos. Hasta que finalmente, en la temporada 2023-24, el Sporting ganó su vigésimo título de Primeira Liga. Para el cuatrienio 2022-2026, la administración de Frederico Varandas comenzó la renovación y modernización de las instalaciones del club. En diciembre de 2023, se llevó a cabo una reestructuración financiera que incluyó la renegociación de la deuda bancaria y la liquidación de ciertas deudas, lo que resultó en que el Sporting poseyera el 88% del Sporting Clube de Portugal - Futebol, SAD. Con la finalización de la reestructuración, el club planeaba iniciar una nueva planificación financiera estratégica y buscar un inversor minoritario en su Futebol, SAD.

## Símbolos

### Historia y evolución del escudo
El león rampante estilizado del escudo fue adoptado por el vizconde de Alvalade de la heráldica de Dom Fernando de Castello-Branco, alcalde de Cascaes y principal promotor del fútbol en el Sporting Club de Cascais (entonces conocido como Sporting Club da Parada). Aunque Castello-Branco insistió en que el color del nuevo club deportivo no fuera azul, ya que este era el color del Sporting Club da Parada, el emblema del club ha evolucionado a lo largo del tiempo para adaptarse a los cambios, manteniendo siempre el león rampante y el color verde como elementos destacados. Desde su fundación el 1 de julio de 1906, el Sporting ha tenido cinco emblemas, además de dos crestas conmemorativas por los cincuenta (1956) y cien años de existencia (2006) del club.
En 2001, el Sporting CP realizó un cambio radical en su emblema para reflejar un mensaje de modernidad, adaptándose a las nuevas tecnologías de la época. El emblema actual presenta un diseño simplificado, conservando el color verde en el escudo e incorporando tres rayas blancas horizontales que representan la camiseta del club. Las palabras "Sporting" y "Portugal" se presentan en su totalidad, resaltando la dimensión nacional del club y clarificando su nombre internacionalmente. Un león rampante estilizado en color dorado y las siglas "SCP" (Sporting Clube de Portugal) como una corona en la parte superior del escudo completan el diseño.

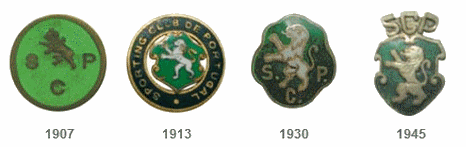
Antiguos escudos del club.

### Himno
«Marcha do Sporting» —trad. «Marcha del Sporting»— es reconocida por todos los aficionados del Sporting como el himno del club desde hace décadas. Fue escrita por Eduardo Damas y la música fue compuesta por Manuel Paião, con la voz de Maria José Valério. Se grabó por primera vez en 1960, con la cantante acompañada por la Orquestra Ligeira da Emissora Nacional, dirigida por João Nobre.

### Lema
El lema del club es Esforço, Dedicação, Devoção e Glória. Eis o Sporting, traducido como «"Esfuerzo, Dedicación, Devoción y Gloria. Esto es el Sporting"», resuena como un recordatorio de un pasado de glorias en casi todos los deportes, sólo posible gracias al compromiso de todos los que han estado estrechamente vinculados al club a lo largo de sus largos años de existencia.

## Estadio
El Sporting construyó un nuevo estadio, Estadio José Alvalade, construido para la Eurocopa 2004. Diseñado por Tomás Taveira y calificado por la UEFA de cinco estrellas, calificado para disputar finales de los torneos de la UEFA. Originalmente estaba hecho para una capacidad de 40,000 aficionados, pero la actual es de 52.000 aficionados y la acústica lo hace adecuado para organizar conciertos. Fue inaugurado el 6 de agosto de 2003 en un juego entre el Sporting con el Manchester United 3–1. Fue sede de la final de la UEFA Cup en el 2005 entre el Sporting y el CSKA Moscow, con triunfo del CSKA 3–1.[cita requerida]
Fue una de las sedes de la Eurocopa 2004. Se jugaron 5 partidos en el Estádio José Alvalade, uno de ellos la semifinal entre Portugal 2–1 Holanda.

Sporting jugando contra el club alemán Schalke 04, en un partido de la Champions.

## Pabellón
Sporting no había tenido un pabellón deportivo durante muchos años, por lo que dada la necesidad de uno, se construyó el Pavilhão João Rocha. El pabellón se inauguró el 21 de junio de 2017, con 3000 asientos, y es el pabellón más tecnológico del país.

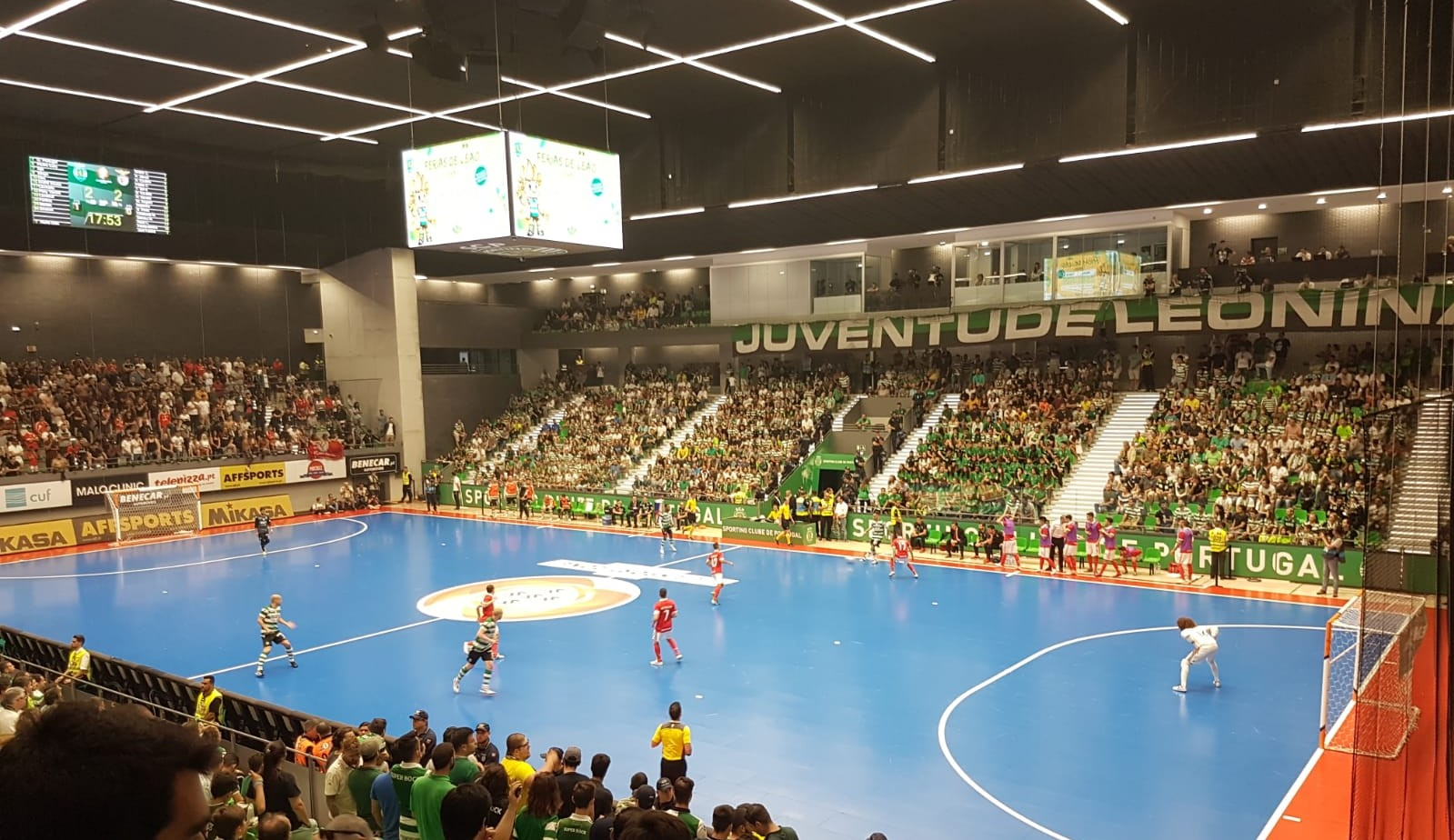
Sporting jugando contra el SL Benfica, en un partido de futsal.

## Museo
El Sporting de Portugal tiene más de 16 000 trofeos en exposición en su Museo, situado en el Estadio José Alvalade.

## Uniforme
- Uniforme titular: Camiseta verde a franjas horizontales blancas, pantalón negro y medias blancas y verdes.
- Uniforme visitante: Camiseta negra con garras que dejan ver la camiseta titular, pantalón negro y medias negras.
- Uniforme alternativo: Camiseta blanca con gofrado que deja ver la letra de "O Mundo Sabe Que" y detalles en verde, pantalón blanco y medias blancas.

### Origen
Cuando el club fue fundado en 1906, los jugadores lucían camisetas blancas. Fue el 25 de octubre de 1908 cuando el Sporting Clube de Portugal presentó las diez primeras camisetas de fútbol que más tarde se conocerían como la equipación Stromp, gracias a la iniciativa de su fundador, Eduardo Quintela de Mendonça. Esta equipación, nombrada en honor a uno de los principales cofundadores del club, Francisco Stromp, se caracterizaba por su mitad derecha blanca y la izquierda pintada de verde, acompañada de pantalones blancos que posteriormente se cambiaron por negros en 1915. Sin embargo, en 1928 dejó de ser la camiseta principal. El 6 de noviembre de 1927, durante un partido amistoso contra Casa Pia, el equipo de fútbol del Sporting utilizó por primera vez las camisetas verdes y blancas a rayas horizontales, originalmente seleccionadas por Salazar Carreira en 1926 para el equipo de rugby del club. A pesar de esta breve aparición, se continuó utilizando principalmente la equipación Stromp. Fue durante un viaje del equipo a Brasil en julio de 1928, tras considerar las condiciones climáticas del país, cuando se decidió optar por las camisetas de rayas horizontales, más ligeras y ajustadas al cuerpo. A su regreso, el equipo volvió a las tradicionales camisetas Stromp. Sin embargo, el 5 de octubre de 1928, durante un partido contra el Benfica, ya fuera por la intensa lluvia que volvía pesadas las camisetas habituales o por otra razón, en el descanso los jugadores cambiaron sus equipaciones por las de rayas, estableciendo así la equipación principal del club hasta hoy en día: camiseta de rayas horizontales verdes y blancas con pantalón corto negro.

### Evolución del uniforme

#### Local
| 1996-1997 | 2007-2008 | 2009-2010 | 2010-2011 | 2011-2012 | 2012-2013 | 2013-2014 | 2014-2015 |
| 2015-2016 | 2016-2017 | 2017-2018 | 2018-2019 | 2019-2020 | 2020-2021 | 2021-2022 | 2022-2023 |
| 2023-2024 |           |           |           |           |           |           |           |

#### Visita
| 2007-2008 | 2009-2010 | 2010-2011 | 2011-2012 | 2012-2013 | 2013-2014 | 2014-2015 |
| 2015-2016 | 2016-2017 | 2017-2018 | 2018-2019 | 2019-2020 | 2020-2021 | 2021-2022 |
| 2022-2023 | 2023-2024 |           |           |           |           |           |

#### Tercero
| 2009-2010 | 2010-2011 | 2011-2012 | 2014-2015 | 2015-2016 | 2016-2017 | 2017-2018 |
| 2019-2020 | 2020-2021 | 2021-2022 | 2022-2023 | 2023-2024 |           |           |

#### Cuarto
| 2018-2019 | 2019-20 | 2021-22 |

### Quinto
| 2021-2022 |

### Proveedores
| Período        | Proveedor           | Patrocinadores   |
| -------------- | ------------------- | ---------------- |
| Inicios - 1981 | Ninguno/Desconocido |                  |
| 1981 - 1984    | Puma                |                  |
| 1984 - 1988    | Le Coq Sportif      |                  |
| 1988 - 1990    | Hummel              | FNAC             |
| 1988 - 1990    | Hummel              | Nissan           |
| 1990 - 1992    | Umbro               | Seguros Bonança  |
| 1992 - 1995    | Adidas              | Água Caramulo    |
| 1992 - 1995    | Adidas              | FAXE             |
| 1992 - 1995    | Adidas              | Queijo Castelões |
| 1992 - 1995    | Adidas              | SIC              |
| 1995 - 1996    | Saillev             | SIC              |
| 1996 - 1998    | Adidas              | Telecel          |
| 1998 - 2006    | Reebok              | Telecel          |
| 1998 - 2006    | Reebok              | PT               |
| 2006 - 2015    | Puma                |                  |
| 2006 - 2015    | Puma                | TMN              |
| 2006 - 2015    | Puma                | MEO              |
| 2015-2021      | Macron              |                  |
| 2015-2021      | Macron              | NOS              |
| 2021-presente  | Nike                |                  |
| 2021-presente  | Nike                | Betano           |

## Rivalidades

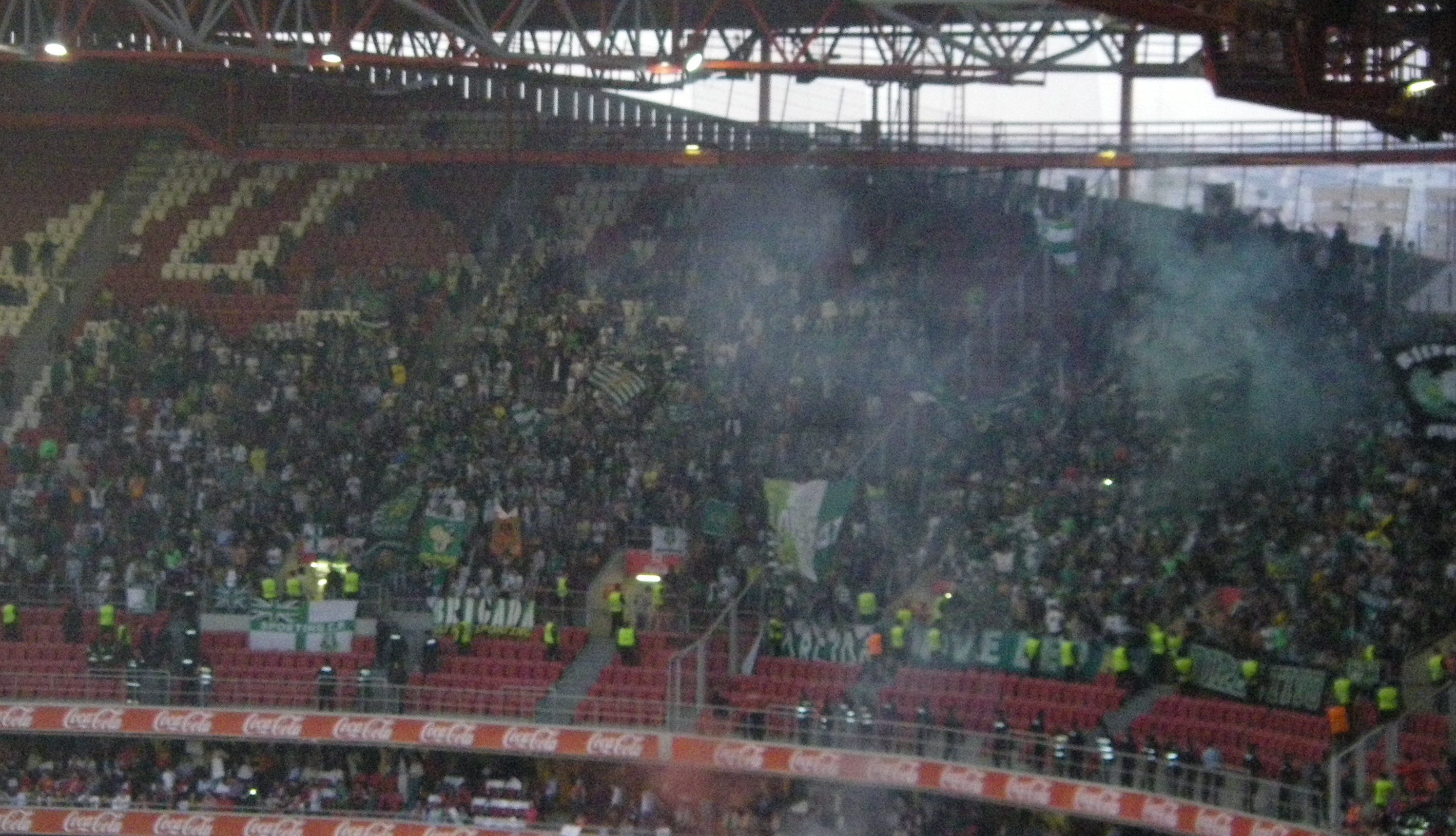
Aficionados del Sporting en el derby de Lisboa contra el Benfica.

El rival histórico del Sporting es el SL Benfica, uno de los equipos con los que comparte ciudad, y con el que disputa el Derby da Capital. La rivalidad comenzó en 1907, cuando ocho jugadores del Benfica se marcharon al Sporting en busca de mejores condiciones de entrenamiento. El primer enfrentamiento entre ambos equipos tuvo lugar ese mismo año y acabó con victoria del Sporting por 2-1. Una de las peores derrotas del Sporting ante el Benfica, fue un contundente 7-2 en el Estádio da Luz original en 1948. Por otro lado, la mayor victoria del Sporting sobre el Benfica fue un 7-1, que se produjo en el original Estádio José Alvalade, el 14 de diciembre de 1986.
La rivalidad entre el Sporting y el FC Porto también es significativa. Más allá del ámbito deportivo, el enfrentamiento entre Leones y Dragones representa una forma de expresión en el deporte, y en el fútbol en particular, de la diferenciación política y regional entre Lisboa y el norte de Portugal. Esta confrontación ha capturado la imaginación nacional, siendo recordada en películas como "O Leão da Estrela" (1947), protagonizada por António Silva y Artur Agostinho, un clásico del cine portugués, y en su remake de 2015 protagonizado por Miguel Guilherme.

## Jugadores

### Números retirados
- 12 - Aficionados (el 12º Jugador)

## Estadísticas del club

### Más partidos jugados
Datos actualizados al 16 de noviembre de 2024.

| #  | Nombre           | Partidos | Goles | Período             |
| -- | ---------------- | -------- | ----- | ------------------- |
| 1  | Hilário          | 475      | 1     | 1958–1973           |
| 2  | Rui Patrício     | 467      | 0     | 2006-2018           |
| 3  | Vítor Damas      | 444      | 0     | 1966-1976/1984-1989 |
| 4  | Manuel Fernandes | 433      | 258   | 1975–1987           |
| 5  | Azevedo          | 408      | 0     | 1935–1953           |
| 6  | Oceano da Cruz   | 401      | 48    | 1984-1991/1994-1998 |
| 7  | Sebastián Coates | 369      | 37    | 2016–2024           |
| 8  | José Carlos      | 353      | 4     | 1962-1974           |
| 9  | João Martins     | 352      | 4     | 1935–1951           |
| 10 | Pedro Barbosa    | 342      | 53    | 1995–2005           |

### Máximos goleadores
| #  | Nombre            | Partidos | Goles | Período   |
| -- | ----------------- | -------- | ----- | --------- |
| 1  | Fernando Peyroteo | 328      | 529   | 1937–1949 |
| 2  | Manuel Fernandes  | 433      | 258   | 1975–1987 |
| 3  | Vasques           | 336      | 214   | 1946–1959 |
| 4  | Soeiro            | 219      | 207   | 1933–1945 |
| 5  | Jordão            | 282      | 184   | 1977–1986 |
| 6  | Liédson           | 313      | 172   | 2003–2011 |
| 7  | Mourão            | 339      | 164   | 1928–1944 |
| 8  | Jesús Correia     | 200      | 156   | 1943–1953 |
| 9  | João Martins      | 246      | 156   | 1947–1959 |
| 10 | Albano            | 319      | 149   | 1943–1956 |

## Entrenadores
- Francisco Stromp (1916–1917)
- Charlie Bell (1919–1922)
- Augusto Sabbo (1922–1924)
- Julius Lelovtic (1925–1926)
- Augusto Sabbo (1926–1927)
- Filipe dos Santos (1927–1928)
- Charlie Bell (1928–1930)
- Filipe dos Santos (1930–1931)
- Arthur John (1931–1932)
- Rudolf Jeny (1932–1934)
- Filipe dos Santos (1934–1935)
- Wilhelm Possak (1935–1937)
- József Szabó (1937–1944)
- Joaquim Ferreira (1944–1945)
- Cândido de Oliveira (1945–1946)
- Bob Kelly (1946–1947)
- Cândido de Oliveira (1947–1949)
- Sándor Peics (1949–1950)
- Randolph Galloway (1950–1953)
- József Szabó (1953–1954)
- Alejandro Scopelli (1954–1956)
- Abel Picabéa (1956–1957)
- Enrique Fernández (1957–1959)
- Fernando Vaz (1959–1960)
- Alfredo González (1960–1961)
- Otto Glória (1961)
- Juca (1961–1963)
- Gentil Cardoso (1963–1964)
- Anselmo Fernandez (1964)
- Jean Luciano (1964)
- Júlio Cernadas Pereira (1964) Juca
- Anselmo Fernandez (1965)
- Armando Ferreira (1965)
- Otto Glória (1965–1966)
- Fernando Argila (1966–1967)
- Armando Ferreira (1967)
- Fernando Caiado (1967–1968)
- Armando Ferreira (1968–1969)
- Fernando Vaz (1969–1972)
- Mário Lino (1972)
- Ronnie Allen (1972–1973)
- Mário Lino (1973–1974)
- Osvaldo Silva (1974)
- Fernando Riera (1974–1975)
- Júlio Cernadas Pereira (1975–1976) Juca
- Jimmy Hagan (1976–1977)
- Paulo Emilio (1977)
- José Rodrigues Dias (1978)
- Milorad Pavić (1978–1979)
- José Rodrigues Dias (1979)
- Fernando Mendes (1979–1980)
- Srećko Radišić (1980–1981)
- Malcolm Allison (1981–1982)
- António Oliveira (1982–1983)
- Jozef Vengloš (1983–1984)
- John Toshack (1984–1985)
- Manuel José (1985–1987)
- Keith Burkinshaw (1987–1988)
- António Morais (1988)
- Pedro Rocha (1988–1989)
- Vítor Damas (1989)
- Manuel José (1989)
- Vítor Damas (1989)
- Raul Águas (1989–1990)
- Marinho Peres (1990–1992)
- António Dominguez (1992)
- Bobby Robson (1992–1993)
- Carlos Queiroz (1993–1996)
- Fernando Mendes (1996)
- Octávio Machado (1996)
- Robert Waseige (1996)
- Octávio Machado (1996–1997)
- Francisco Vital (1997)
- Vicente Cantatore (1997)
- Carlos Manuel (1998)
- Mirko Jozić (1998–1999)
- Giuseppe Materazzi (1999)
- Augusto Inácio (1999–2000)
- Fernando Mendes (2000–2001)
- Manuel Fernandes (2001)
- László Bölöni (2001–2003)
- Fernando Santos (2003–2004)
- José Peseiro (2004–2005)
- Paulo Bento (2005–2009)
- Carlos Carvalhal (2009–2010)
- Paulo Sérgio (2010–2011)
- José Couceiro (2011)
- Domingos Paciência (2011–2012)
- Ricardo Sá Pinto (2012)
- Oceano da Cruz (2012)
- Franky Vercauteren (2012–2013)
- Jesualdo Ferreira (2013)
- Leonardo Jardim (2013–2014)
- Marco Silva (2014–2015)
- Jorge Jesus (2015–2018)
- José Peseiro (2018)
- Tiago Fernandes (2018)
- Marcel Keizer (2018–2019)
- Leonel Pontes (2019)
- Jorge Silas (2019–2020)
- Rúben Amorim (2020–2024)
- João Pereira (2024)
- Rui Borges (2024–)

## Presidentes
Lista completa:
| - Alfredo Augusto das Neves Holtreman (Visconde de Alvalade) (1906–10) - Luís Caetano Pereira (1910) - José Holtreman Roquette (José Alvalade) (1910–12) - Luís Caetano Pereira (1912–13) - José da Mota Marques (1913–14) - Daniel Queirós dos Santos (1914–18) - Mário de Lemos Pistacchini (1918) - António Nunes Soares Júnior (1918) - Mário de Lemos Pistacchini (1918–21) - António Nunes Soares Júnior (1921) - Manoel Garcia Cárabe (1921–22) - Júlio Barreiros Cardoso de Araújo (1922–23) - Pedro Sanches Navarro (1923–24) - Júlio Barreiros Cardoso de Araújo (1924–25) - José Salazar Carreira (1925–26) - Pedro Sanches Navarro (1926–27) - António Nunes Soares Júnior (1927–28) - Joaquim Guerreiro de Oliveira Duarte (1928–29) - Eduardo Mário Costa (1929) - Álvaro José de Sousa (1929–31) - Artur Silva (1931) - Álvaro Luís Retamoza Dias (1932) - Joaquim Guerreiro de Oliveira Duarte (1932–42) - Augusto Amado de Aguilar (1942–43) - Prof. Dr. Diogo Alves Furtado (1943) - Alberto da Cunha e Silva (1943–44) | - Augusto Fernando Barreira de Campos (1944–46) - António José Ribeiro Ferreira (1946–53) - Carlos Cecílio Nunes Góis Mota (1953–57) - Francisco de Cazal-Ribeiro (1957–58) - Guilherme Braga Brás Medeiros (1958–61) - Gaudêncio L. da Silva Costa (1961–62) - Comodoro Joel Azevedo da Silva Pascoal (1962–63) - General Horácio de Sá Viana Rebelo (1963–64) - General Martiniano A. Piarra Homem de Figueiredo (1964–65) - Guilherme Braga Brás Medeiros (1965–73) - Dr. Orlando Valadão Chagas (1973) - Manuel Henrique Nazareth (1973) - João António dos Anjos Rocha (1973–86) - Amado de Freitas (1986–88) - Jorge Manuel Alegre Gonçalves (1988–89) - José de Sousa Cintra (1989–95) - Pedro Miguel de Santana Lopes (1995–96) - José Alfredo Parreira Holtreman Roquette (1996-00) - Carlos Santaña Fernández (1996-18) - António Augusto Serra Campos Dias da Cunha (2000–05) - Filipe Pinto Basto Soares Franco (2005–09) - José Eduardo Fragoso Tavares de Bettencourt (2009–11) - Luís Filipe Fernandes David Godinho Lopes (2011–2013) - Bruno Miguel Azevedo Gaspar de Carvalho (2013–2018) - Frederico Varandas (2018–Presente) |

## Estadísticas en competiciones internacionales
Nota: En negrita competiciones activas.
| Competición                  | Temp. | PJ  | PG  | PE | PP  | GF  | GC  | Dif. | Puntos | Mejor posición   |
| ---------------------------- | ----- | --- | --- | -- | --- | --- | --- | ---- | ------ | ---------------- |
| Liga de Campeones de la UEFA | 23    | 106 | 31  | 22 | 53  | 140 | 178 | -38  | 115    | Cuartos de Final |
| Recopa de Europa de la UEFA  | 8     | 40  | 18  | 9  | 13  | 82  | 49  | +33  | 63     | Campeón          |
| Liga Europa de la UEFA       | 35    | 193 | 91  | 44 | 58  | 305 | 215 | +90  | 317    | Subcampeón       |
| Total                        | 66    | 339 | 140 | 75 | 124 | 527 | 442 | +85  | 495    | 1 título         |

## Palmarés
Nota: en negrita competiciones vigentes en la actualidad.
Torneos nacionales
| Competiciones nacionales                 | Títulos | Subcampeonatos |
| ---------------------------------------- | --- | --- |
| Primeira Liga (21/22)                    | 1940-41, 1943-44, 1946-47, 1947-48, 1948-49, 1950-51, 1951-52, 1952-53, 1953-54, 1957-58, 1961-62, 1965-66, 1969-70, 1973-74, 1979-80, 1981-82, 1999-00, 2001-02, 2020-21, 2023-24, 2024-25 | 1934-35, 1938-39, 1939-40, 1941-42, 1942-43, 1944-45, 1949-50, 1959-60, 1960-61, 1967-68, 1970-71, 1976-77, 1984-85, 1994-95, 1996-97, 2005-06, 2006-07, 2007-08, 2008-09, 2013-14, 2015-16, 2021-22 |
| Copa de Portugal (18/13)                 | 1940-41, 1944-45, 1945-46, 1947-48, 1953-54, 1962-63, 1970-71, 1972-73, 1973-74, 1977-78, 1981-82, 1994-95, 2001-02, 2006-07, 2007-08, 2014-15, 2018-19, 2024-25                            | 1951-52, 1954-55, 1959-60, 1969-70, 1971-72, 1978-79, 1986-87, 1993-94, 1995-96, 1999-00, 2011-12, 2017-18, 2023-24                                                                                  |
| Supercopa de Portugal (9/4)              | 1982, 1987, 1995, 2000, 2002, 2007, 2008, 2015, 2021 | 1980, 2019, 2024, 2025 |
| Copa de la Liga de Portugal (4/4)        | 2017-18, 2018-19, 2020-21, 2021-22 | 2007-08, 2008-09, 2022-23, 2024-25 |
| Campeonato de Portugal (1922-1938) (4/6) | 1922-23, 1933-34, 1935-36, 1937-38 | 1921-22, 1924-25, 1927-28, 1932-23, 1934-35, 1936-37 |
| Taça Império (1944) (1/0)                | 1943-44 | |

Torneos internacionales
| Competiciones internacionales     | Títulos | Subtítulos |
| --------------------------------- | ------- | ---------- |
| Recopa de Europa de la UEFA (1/0) | 1963-64 |            |
| Liga Europea de la UEFA (0/1)     |         | 2004-05    |
| Copa Latina (0/1)                 |         | 1949       |

| Sporting de Portugal                                                         | 21 | 18 | 9 | 4 | 4 | 1 | 57 |
| Datos actualizados a la consecución del último título el 17 de mayo de 2025. |    |    |   |   |   |   |    |

Palmares Regionales (31)
- Campeonato Regional de Lisboa (18): 1914–15, 1918–19, 1921–22, 1922–23, 1924–25, 1927–28, 1930–31, 1933–34, 1934–35, 1935–36, 1936–37, 1937–38, 1938–39, 1940–41, 1941–42, 1942–43, 1944–45, 1946–47

- Taça de Honra da AF Lisboa (13): 1914–15, 1915–16, 1916–17, 1947–48, 1961–62, 1963–64, 1965–66, 1970–71, 1984–85, 1990–91, 1991–92, 2013–14. 2014–15

### Torneos amistosos y no oficiales
- Trofeo Teresa Herrera (1): 1961.
- Trofeo Ibérico (2): 1967, 1970.
- Trofeo Ciudad de Vigo (1): 2001.
- Trofeo Colombino (1): 2006.
- Copa Ciudad del Cabo (1): 2015.
- Copa Ibérica (1): 2000.

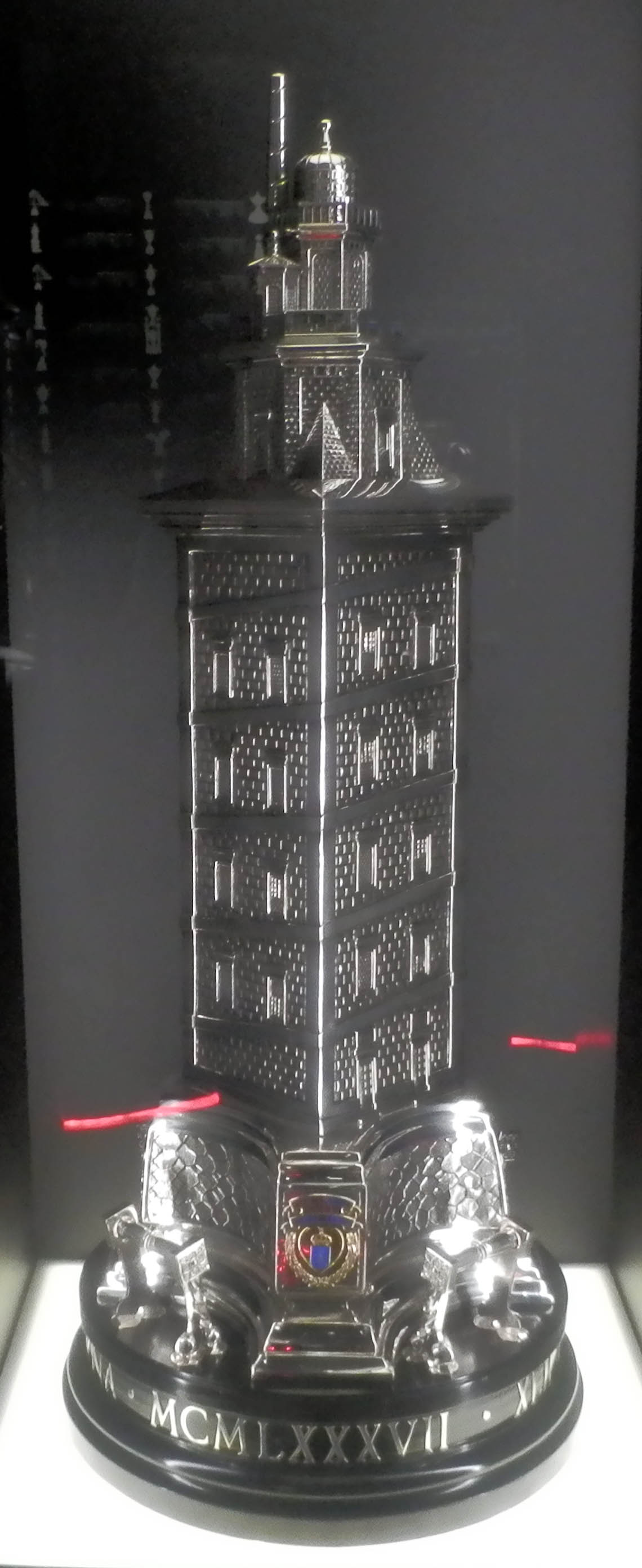
El Sporting ganó el Trofeo Teresa Herrera en 1961.

- Trofeo Ciudad de Pontevedra (1): 2002.

## Otras secciones del club
- Sporting de Portugal (baloncesto)
- Sporting de Portugal (balonmano)
- Sporting de Portugal (fútbol sala)
- Sporting de Portugal (hockey sobre patines)
- Sporting de Portugal (voleibol)
- Sporting de Portugal (femenino)